# Хора-Сфакіон
35°12′03″ пн. ш. 24°08′14″ сх. д. / 35.20083° пн. ш. 24.13722° сх. д.
Хора-Сфакіон (грец. Χώρα Σφακίων) — село в Греції, на південному узбережжі острова Крит. Належить до ному Ханья та розташоване на відстані 74 км від його центру — міста Ханья. Від Хора-Сфакіон ходить пором до найпівденнішого острова Греції Гавдоса.

## Історія
Хору-Сфакіон процвітав під час венеціанського та турецького панування. Через бідність землі, місцеві жителі займалися в основному морською торгівлею й піратством, мали власний невеликий флот. Місто відоме як один із центрів опору окупаційним силам. Непрохідні Білі гори на півночі в поєднанні з диким кам'янистим узбережжям зробили ці місця неприступними. Більшу частину 400-річного турецького ярма Хору-Сфакіон залишався самоврядним. У селі Анаполіс (Ανώπολις ).
Поблизу від цього міста народився один з найзнаменитіших критських революціонерів Даскалоянніс.
У період розквіту в Хору-Сфакіон проживало до 100 сімей й кожна з них мала свою церкву. Однак місто суттєво постраждало від бомбардувань під час Критської операції в 1941 році та подальшої евакуації союзників. На поточний час збереглось лише декілька будинкових храмів.
Понад затокою, на узвишші збереглися руїни венеціанського замку. На березі споруджений пам'ятник на честь порятунку солдатів союзної армії кораблями британського флоту після Критської операції.